# Ескадрон
Ескадро́н (фр. escadron від італ. squadrone, утвореного від squadra — «бригада») — військове формування, тактичний та адміністративний підрозділ у кавалерії. У піхоті умовно відповідав батальйону.
Вперше ескадрони з'явилися в епоху Карла V; спочатку вони шикувалися в 17 шеренг, потім число шеренг було зменшене до 6 (у епоху релігійних воєн у Франції), до 5 (за Генріха IV), до 3-х (за Густава-Адольфа) і, нарешті, до 2-х (за Фрідріха Великого).

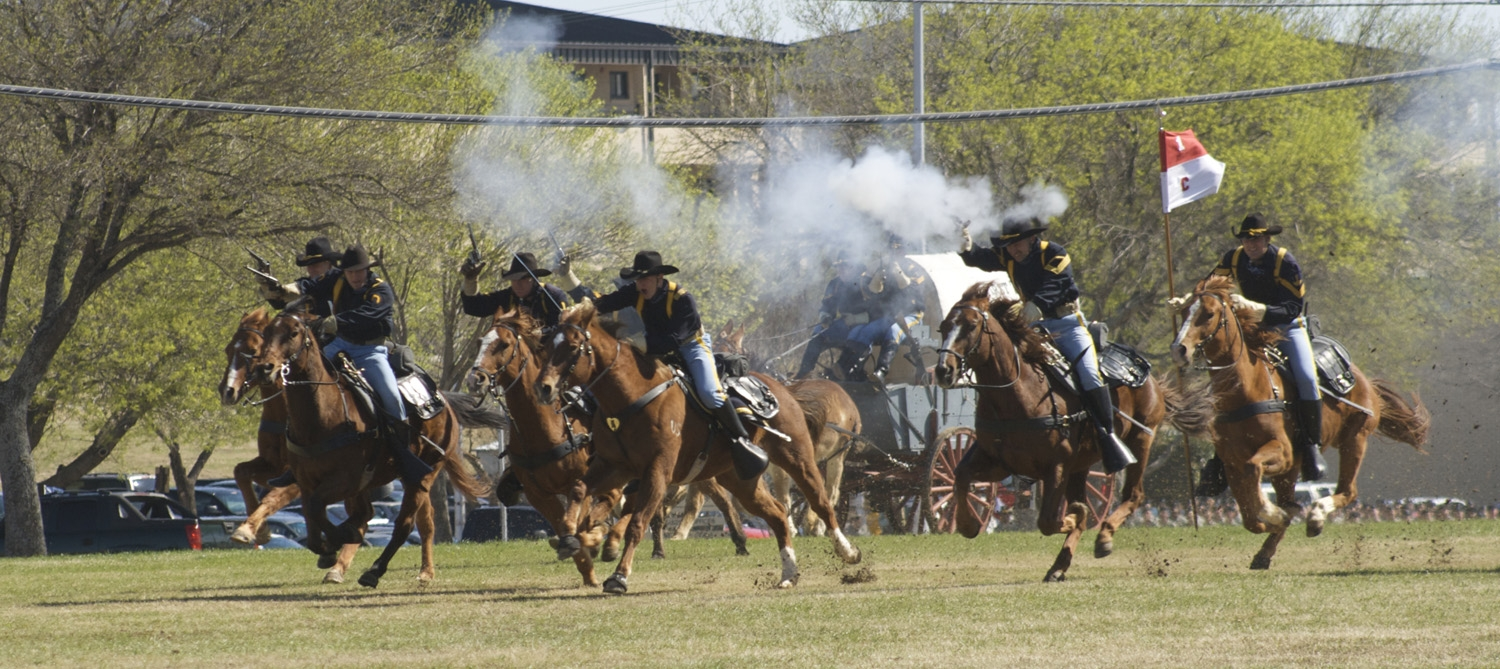
Ескадрон

Спочатку ескадрони поділялися на різне число рот і складалися з декількох сотень коней; практика показала, проте, що великий чисельний склад ескадронів ускладнює управління ними в бою, зменшує швидкість руху при атаці і, збільшуючи довжину фронту, ослаблює маневреність; тому на початок XX століття ескадрони скрізь складалися з 120—150 коней.
До Першої Світової війни чисельність ескадронів була прийнята в 128 коней; ескадрони поділялися на 2 півескадрони і 4 взводи, по 16 рядів в кожному. Маршові ескадрони із запасних кавалерійських частин, що вирушають у воєнний час на укомплектування полків, мали по 160 коней, тобто по 20 рядів у взводі.
Ескадрони об'єднувалися в полки, від 4 до 6 в кожному. У кірасирських полках було по 4 ескадрони, у решті — по 6; крім того, існували окремі дивізіони, у складі яких було по 2 ескадрони.
У козацьких і міліцейських військах ескадрону відповідала сотня.